# Олешье
Оле́шье (др.-рус.  «ольховое»), Але́шки — крепость-порт вблизи нынешнего города Алёшки, и земли вокруг неё. Центр одной из трёх эксклавных территорий Киевской Руси XI—XIII веков, включавшей в себя земли в низовьях реки Днепр, в радиусе 50 — 60 километрах от низовьев реки Южный Буг на западе до берегов Каркинитского залива на юге. Город был разрушен во время монгольского нашествия на Русь.

## История
Город-крепость, близ устья Днепровского, над Днепровским лиманом, основан греками в X столетии, для открытия торговых сношений с Киевом, где складывались греческие товары, отправляемые в Киев. В русских летописях упоминается в первый раз в 1224 году, а в некоторых списках он назван Отшелье, а в других Олешье.
Из русско-византийского договора 944 года следует, что для рыбной ловли в Днепровском лимане русы останавливались и даже зимовали в Березани и в неизвестном месте «у св. Еферия» (Елевферия), под которым З. Доленга-Ходаковский предполагает Олешье.
В сочинении Константина Багрянородного «Об управлении империей» (950 год) говорится, что идущие из Киева караваны после преодоления днепровских порогов имели вблизи устья реки остановку на 2—3 дня, снаряжаясь здесь для дальнейшего морского плавания. Однако наименование этого торгового узла византийскому императору неизвестно.
Впервые название «Олешье» упоминается в 1084 году, когда князь Давыд Игоревич, «скитаясь в южной России и вне пределов её, завладел Олешьем, Греческим городом близ устья Днепровского, и нагло ограбил там многих купцов», которые везли товар из Византии.
В 1159 году сообщается о захвате города берладниками, разграбившими его и уведшими пленников вместе с богатою добычей, которых затем у них отбил великокняжеский воевода Георгий Нестерович. В 1164 году посол Ростислава Мстиславича Юрий Тусемкович по дороге в Константинополь для обсуждения назначения нового митрополита неожиданно повстречал в Олешье посольство с уже назначенным митрополитом Иоанном, после чего оба посольства направились в Киев. Наконец, в 1215 году говорится, что во время голода в Приднестровье из Олешья приходила ладья с продовольствием.
Известно, что шедшие из Чёрного моря верх по Днепру купцы — «гречники» (которые везли товар из Греции) и «залозники» (везли товар из Крыма и Приазовья) — перед прохождением порогов останавливались в Олешье. Когда их скапливалось достаточное количество, из Киева высылались военные отряды, которые обеспечивали караванам на порогах безопасность от нападений кочевников.

### Расцвет
Олешье имело необычайно важное стратегическое значение, так как располагалось на пересечении сухопутных и морских путей при впадении Днепра в Чёрное море, связывавших Русь через Византию со Средиземным морем и Западной Европой и вокруг Крыма через Азовское море, Дон и Волгу с Каспийским морем и арабским миром. Олешские рыбаки также регулярно снабжали Киев большим количеством рыбы. Именно в Олешье встречали многочисленных послов из Византии, Кавказа, Передней Азии. В Олешье киевские князья также принимали византийских кандидатов на киевскую митрополичью кафедру.

### Эличе
Генуэзцами замок с прилегающим к нему селением был назван Иличе (или Эли́че (Elice)). Первое упоминание в Иличе генуэзского консула относится к 1374. В 1441 замок выкуплен коммуной Каффы у частных владельцев. В 1455 замок захватили жители Монкастро, подданные Молдавского княжества, после чего последовала долгая тяжба по возвращении его генуэзским властям.

### Алешковская Сечь
В 1711 году в древнем урочище Алешек, на территории Крымской орды, с дозволения хана, запорожскими казаками, под предводительством кошевого атамана Костя Гордиенка, было основано военное поселение — Алешковская Сечь, вместо уничтоженной царскими войсками в 1709 году Чортомлыцкой Сечи. До 1712 года запорожцы владели незначительной территорией, но после поражения в 1712 году России в войне с Турцией владения запорожцев расширились на север к речкам Орель и Самара. Сечь представляла собой прямоугольник со рвами и валами выше 1,5 метра, редутами по углам и воротами на севере. В центре находились курени. На запад от коша стояла церковь Покрова Пресвятой Богородицы, около которой было кладбище и колодец, где никогда не замерзала вода. Крепость просуществовала до 1734 года и была заброшена в связи с возвращением казачества в подданство России и основанием Новой Сечи. В 1784 году, по присоединении Крыма к России, в Алешках были поселены донские казаки и переселенцы. На 1885 год в городе проживало 9 071 жителей обоего полу, занимающихся преимущественно огородничеством и рыбной ловлей. В данное время на месте Сечи стоит памятный знак.

## Локализация
Ныне вблизи от урочища Олешье находится город Алёшки, с 1802 по 1920 годы уездный город Днепровского уезда, Таврической губернии.